# Tanjung Sari (Belakang Padang)
Tanjung Sari is een bestuurslaag in het regentschap Batam van de provincie Riau-archipel, Indonesië. Tanjung Sari telt 5505 inwoners (volkstelling 2010).